# L'amore non basta (quasi mai...)
L'amore non basta (quasi mai...) è una miniserie televisiva italiana.

## Produzione
La miniserie nasce come seguito del film TV Due mamme di troppo, trasmesso da Canale 5 nel 2009 con buon riscontro di pubblico. Nel 2010 Rainieri Made e Fuscagni Comunicazione decidono quindi di realizzare per RTI una miniserie di sei puntate il cui titolo di lavorazione era 2 mamme di troppo. Con questo stesso titolo venne trasmessa la prima puntata il 26 novembre 2010 su Canale 5, ottenendo 3.094.000 di telespettatori e l'11,65% di share. I dati Auditel però non furono in linea con gli obiettivi della rete ammiraglia Mediaset, che decise quindi di sospendere la messa in onda della fiction.
Il 20 luglio 2011 Canale 5 ha proposto una riedizione della miniserie con il titolo L'amore non basta (quasi mai...), un nuovo montaggio (tanto da ridurre le 6 puntate originali a 5) e nuove scene girate a Parigi. Per questo motivo, la messa in onda della prima puntata è stata contrassegnata dalla scritta PRIMA sotto il logo dell'emittente.
Dal 1º agosto 2011 la fiction viene spostata su La 5 per i bassi ascolti al di sotto della rete ammiraglia Mediaset.

## Trama
Gabry e Lellè, le nostre due mamme esuberanti ed impiccione, vegliano sull'amore di Rita e Alessandro che vivono ormai a Parigi. Intanto le due consuocere, ormai inseparabili, gestiscono un elegante relais impreziosito dalla colorita presenza di nonna Terrani. La morte surreale dell'anziana padrona di casa ed il tracollo della compagnia aerea in cui lavora Alessandro trascineranno le due mamme in una serie di rocambolesche avventure.